# Bötet, Kyrkslätt
Bötet, finska: Pukki, är en ö i Finland. Den ligger i Finska viken och i kommunen Kyrkslätt i landskapet Nyland, i den södra delen av landet. Ön ligger omkring 38 kilometer sydväst om Helsingfors.
Öns area är 5,9 hektar och dess största längd är 0,5 kilometer i nord-sydlig riktning.